# Königslutter am Elm
Königslutter am Elm är en stad i Landkreis Helmstedt i det tyska förbundslandet Niedersachsen. Königslutter am Elm, som för första gången nämns i ett dokument från år 1135, hadr cirka  16 000 invånare.

## Administrativ indelning
Königslutter am Elm består av arton Stadtteile.
| - Beienrode - Boimstorf - Bornum am Elm - Glentorf - Groß Steinum - Klein Steimke | - Königslutter-Kernstadt - Lauingen - Lelm - Ochsendorf - Rhode (mit Bisdorf) - Rieseberg | - Rotenkamp - Rottorf - Scheppau - Schickelsheim - Sunstedt - Uhry |